# CVT M-200
Dimensions
Le CVT M-200 est un planeur biplace conçu et fabriqué en Italie depuis 1963.

## Développement
Conçu par Alberto et Piero Morelli, le M-200 a été construit par le club de vol à voile de Turin en vertu d'un contrat avec l’aéro-club d'Italie. Le M-200 est un planeur biplace à double commandes ressemblant globalement au monoplace M-100, mais de plus grande taille.

## Construction
Le fuselage utilise une construction conventionnelle avec des cadres en bois recouverts de contreplaqué.  L'aile est mono longeron, coffrée en contreplaqué et marouflée. Le poste de pilotage biplace contient 2 places cote à cote décalées. Il est recouvert par une verrière monobloc s'ouvrant sur le côté gauche. Avec des performances élevées pour l'époque le M-200 était aussi facile à piloter et permettait les premiers vols solos et la voltige de base.
Les aérofreins sont constitués de plusieurs plaques métalliques pivotant deux par deux pour former des X dépassants à l'extrados et à l'intrados.
À l'usage, la construction s'est avérée un peu trop légère et à la suite de criques constatées dans le fuselage et les longerons. Le 27 août 1969 une consigne de navigabilité limite la masse maximale à 520 Kg soit 85 kg par pilote équipé (~70 kg sans parachute). Les clubs, gênés par cette limitation, commencent à vendre leurs Foehn.
Le 16 décembre 1970 le M200 F-CDPO sort d'usine. C'est le cinquante huitième et dernier Foehn produit sur la chaine. Un cinquante neuvième planeur sera construit ultérieurement hors chaine de production.

## Fabrication
Seuls 4 exemplaires seront construits en Italie mais le M-200 a également été construit en 59 exemplaires de 1964 à 1972 en France par CARMAM sous le nom de M-200 Foehn. En 2019, il reste 29 des planeurs fabriqués en France inscrits au registre français de l'aviation civile.